# Digraaf
Een digraaf is een opeenvolging van twee lettertekens die samen één gesproken klank weergeven. Een andere mogelijke definitie is dat een digraaf een combinatie is van twee grafemen die samen één foneem vertegenwoordigen.
Er wordt ook gesproken van een digraaf wanneer de lettertekens een klankcombinatie weergeven die weliswaar in wezen uit twee afzonderlijke klanken bestaat, die echter zodanig met elkaar zijn "verweven" dat ze over het algemeen als één klank worden beschouwd. Dit is in het bijzonder het geval met affricaten; de Engelse ch wordt daarom ook als een digraaf gezien.

## Toepassing
Talen nemen voor bepaalde klanken vaak hun toevlucht tot digrafen en/of diakritische tekens, omdat ze een alfabet gebruiken dat oorspronkelijk voor een taal bedoeld was die de betreffende klanken niet had (in het geval van talen die met behulp van het Latijnse alfabet geschreven worden, zoals het Nederlands, wordt geput uit het Latijn).
Digrafen (en ook trigrafen) worden daarnaast veelvuldig gebruikt bij de transliteratie van andere schriften. De ш uit het cyrillische alfabet wordt in (niet-wetenschappelijke) Nederlandse transliteraties bijvoorbeeld weergegeven met de digraaf sj, en de ч met de trigraaf tsj. Ook kan een digraaf een relict zijn uit een tijd dat er nog sprake was van twee afzonderlijke gesproken klanken (zoals de Latijnse ae).

## Voorbeelden
In het Nederlands zijn de ch en ng voorbeelden van digrafen die één medeklinker weergeven en de combinaties au, ei, eu, ie, ij, oe, ou en ui die één klinker of een diftong representeren.

## Verwante begrippen
Een digraaf moet worden onderscheiden van een trigraaf en een digram. Het laatste is een combinatie van twee letters die voor statistische doeleinden in de cryptografie of gegevenscompressie wordt gebruikt.